# ブリット・ヘルボッツ
ブリット・ヘルボッツ（Britt Herbots、1999年9月24日 - ）は、ベルギーの女子バレーボール選手である。ベルギー代表。

## 来歴
ベルギー東部のシント＝トロイデン出身。Landense and Datovoc Tongeren（英語版）のユースチームに入り競技者キャリアを始めた。Vilvoorde（英語版）にあるトップスポーツスクールに通い、同校が保有するVVBチームでプレーした。2015年にAsterix Kieldrecht（英語版）に移籍。
同年にベルギーユース代表チーム（愛称・ヤング・イエロー・タイガース）入りし、ヨーロッパユース選手権に出場した。2017年にはシニア代表に名を連ね、バレーボール・ワールドグランプリに出場、またバレーボール欧州選手権予選にも出場した 。
2017年にはフランスリーグのASPTTミュルーズ（英語版）に移籍。
2018年はイタリアセリエAのFVブスト・アルシーツィオに移籍。5月にはベルギー代表の一員としてネーションズリーグに出場、豊田大会では全日本と対戦した。

## 球歴
- シニア代表 2017年-

## 所属チーム
- Topsportschool VVB（2012-2014年）
- Asterix Kieldrecht（2015-2017年）
- ASPTTミュルーズ（2017-2018年）
- FVブスト・アルシーツィオ（2018-2020年）
- AGILバレー（2020-2022年）
- イル・ビゾンテ・フィレンツェ（2022-2023年）
- サヴィーノ・デルベーネ・スカンディッチ（2023年-）